# 台湾鉄路管理局CK124号機
CK124（たいわんてつろかんりきょくCK124ごうき、正体字: 台鐵CK124號蒸汽機車）は、台湾鉄路管理局が動態保存している蒸気機関車。台湾向けのCK120型の1両として、日本車輌製造で製造された。国鉄C12形蒸気機関車の同形車であるが、CK120型には除煙板が設置されているといった特徴がある。

## 活動
- 1936年 日本車輛製造株式会社により、C124として製造される。
- 太平洋戦争後 台湾鉄路管理局が引き継ぎ、他のCK120形にならいCK124と改称される。
- 1979年6月、縦貫線の電化に伴い蒸気機関車は全面的に使用停止となり廃車となる。CK124のみ新北投駅に静態保存され残りの6両は解体された。
- 1988年 台北捷運淡水線の工事開始に伴う新北投駅廃止に伴い、北投駅に隣接する職員訓練施設へ移送される。
- 2000年9月14日、CK124を台北機廠に輸送。7ヶ月の修繕を経て翌年4月30日に竣工。鉄路節の6月9日に竣工式で復元した姿を公開した[1]。
- 2001年11月17日 「SL南廻号」の名称で南廻線の高雄駅～台東駅間を走る。ジョニーウォーカー色に塗装されたディーゼル機関車R150型25号R175（zh:台鐵R150型柴電機車）が補助機関車としてついた。
- 2003年8月3日 「浪漫七夕、鐵道傳情」というイベントで集集線車埕駅～集集駅間を走る[2]
- 2003年11月8日 山佳駅百週年紀念活動の一環で、樹林駅より山佳駅まで走る。
- 2004年9月25日 斗六駅〜台南駅間開通百週年紀念活動で、隆田駅～台南駅間を走る。DHL107が補助機関車としてつく。
- 2005年5月15日 豊原駅〜台中駅間開通百週年紀念活動で、台中駅～豊原駅間を走る。DHL109が補助機関車としてつく。
- 2005年6月7日 二水駅〜豊原駅間開通百週年紀念活動で、二水駅～豊原駅間を走る。
- 2005年11月5日 台中駅修復工事竣工を記念し、駅内にて静態展示される。
- 2006年6月10日 中華民国鉄道文化協会[3]主催の「台湾鉄路創建119周年紀念活動」にて松山駅～菁桐駅間を走る。S403（zh:台鐵S400型柴電機車）が補助機関車としてつく。
- 2006年7月27日、28日交通部観光局が計画した「台湾暨各県市観光旗艦計画」のひとつ「台東南島文化節」にて台東駅より知本駅までの蒸気機関車の旅を実施した。
- 2006年12月22日～12月24日 「円満湯円城、愛恋内湾線」活動で、内湾線新竹駅～内湾駅間を走る。R60（zh:台鐵R20型柴電機車）が補助機関車としてつく。期間中、運行しない際は竹東駅で静態展示された。
- 2007年2月3日～2月4日 「陽光彰化、蒸汽火車世紀之旅」活動で彰化駅～社頭駅～二水駅を走る。R61が補助機関車としてついた。
- 2007年2月14日 「煤郷浪漫号」活動にて板橋駅～菁桐駅間を走る。DHL101が補助機関車としてついた。
- 2007年6月9日～6月27日 「『蒸汽火車緬懐之旅』~CK124環島之旅」活動を実施
  - 6月9日 基隆駅より松山駅間の運行後、新竹駅にて展示。
  - 6月10日 台中駅から成追線を通り大甲駅を経て彰化駅へ行く。R68が補助機関車としてついた。
  - 6月14日 嘉義駅にて展示される
  - 6月15日 台南駅にて展示される
  - 6月16日 屏東駅より高雄駅・新左營駅を経由し、高雄港線高雄港駅へ行き、高雄駅に戻った。R60が補助機関車としてついた。
  - 6月18日 花蓮駅より花蓮臨港線花蓮港駅へ行く。その後、北埔駅を経由し、花蓮駅に戻った。R60が補助機関車としてついた。
  - 6月27日 二水駅より集集駅を経由し車埕駅へ行き、二水駅へ戻った。二水-集集間を除き、DHL108が補助機関車としてついた。
    - 6月24日に宜蘭地域でも運行する予定だったが台鉄大里駅事故の影響により中止となった。
- 2007年11月11日 「台湾二水跑水祭 CK124蒸汽専車感恩之旅」にて彰化駅から二水駅を経て集集線の源泉駅まで走った。
- 2007年12月15日～12月23日 「騒動、百年鉄支路」にて新左営駅より高雄港駅まで走った。R54が補助機関車としてついた。
- 2008年4月18日 瑞芳駅より平渓線十分駅まで走った。
- 2008年6月9日 「台湾鉄路縦貫線開通100週年温馨懐旧之旅」にて彰化駅より台中駅を経て豊原駅〜后里駅を走る。台中駅ではしばらく停車し、観光客に写真を撮らせていた。
- 2008年7月5日 台東県政府は「茶と飛行傘博覧会」開催にあたり、CK124が牽引する特別列車を台東駅〜池上駅間で走らせた。これはCK124が花東線に乗り入れる初めての事例である。
- 2008年7月19日〜8月24日 南投県政府主催「2008南投火車好多節」活動にて集集線を走る。毎週火、木、土、日に二水駅〜車埕駅間を走った。DHL109が補助機関車としてつく。
- 2008年10月24日 「台中市中山公園湖心亭100週年紀念」活動にて潭子駅-太原駅-台中駅-彰化駅を走る。
- 2008年11月15日 「台湾跑水祭─蒸汽火車感恩之旅」にて彰化駅-員林駅-二水駅-源泉駅を走る。DHL110が補助機関車としてつく。当日、発車前にCK101が彰化駅に現れた。
- 2009年6月7日 「蒸愛台鐵CK124山海遊輪vip之旅」にて彰化駅-台中駅-豊原駅-大甲駅-追分駅-彰化駅-彰化扇形車庫を走る。DR2050（zh:台鐵DR2000型柴油車）を牽引、R66が補助機関車としてつく。
- 2010年6月5日～6月9日 旧山線の営業再開にあわせ、三義駅より泰安駅までを運行した[4]。
- 2010年10月10日／20日／30日 台湾鉄路管理局のイベント《火車環島接力─百年車站巡禮》にてリレー列車のひとつとして登場、台中駅より嘉義駅までを運行した[5]。
- 2012年3月12日 CK124とJR北海道の「SL冬の湿原号」が姉妹列車となる[6]。
- 2013年4月28日 KANO 1931海の向こうの甲子園の「殺青影片」に登場する。

## 画像ギャラリー

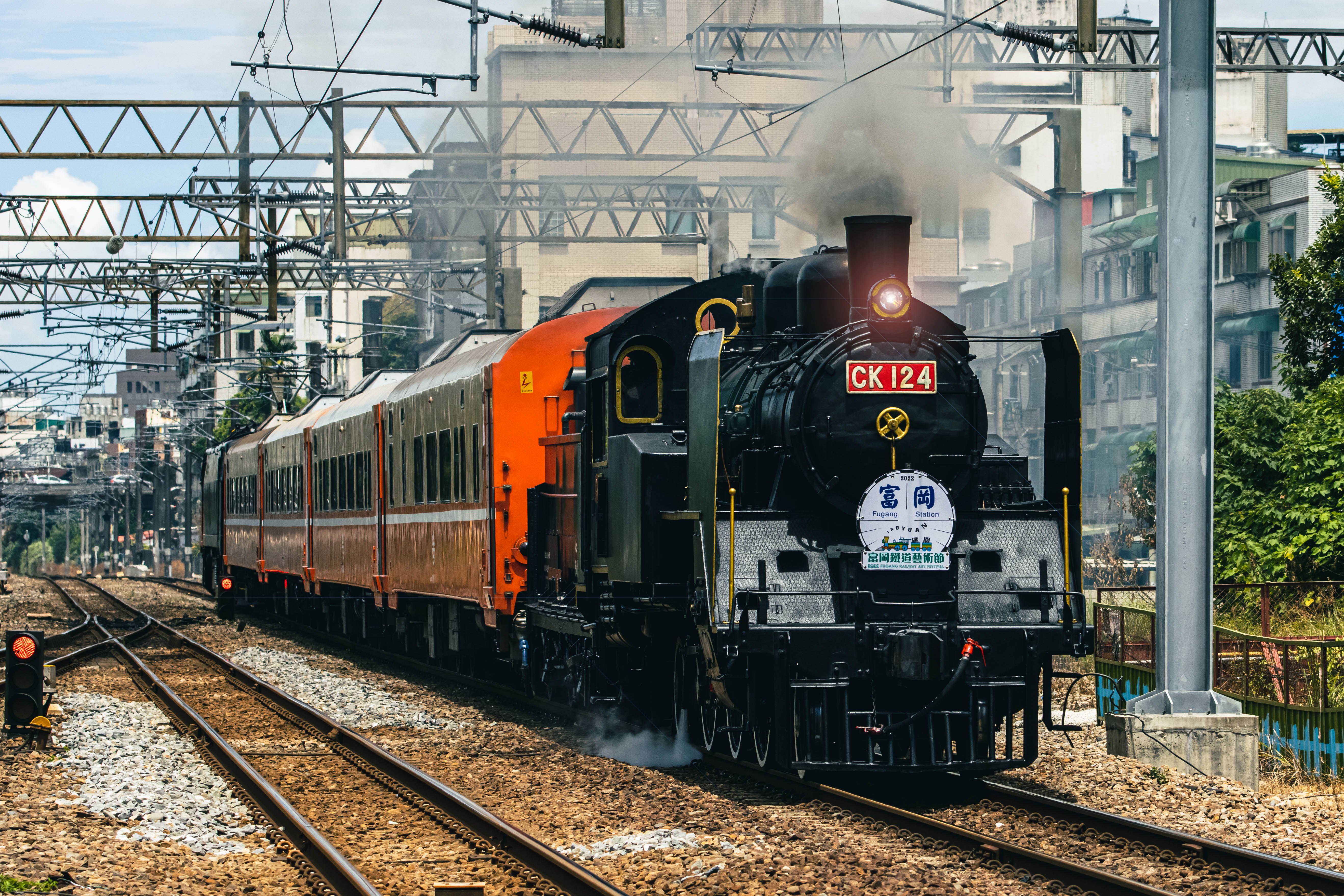
CK124（中壢駅）
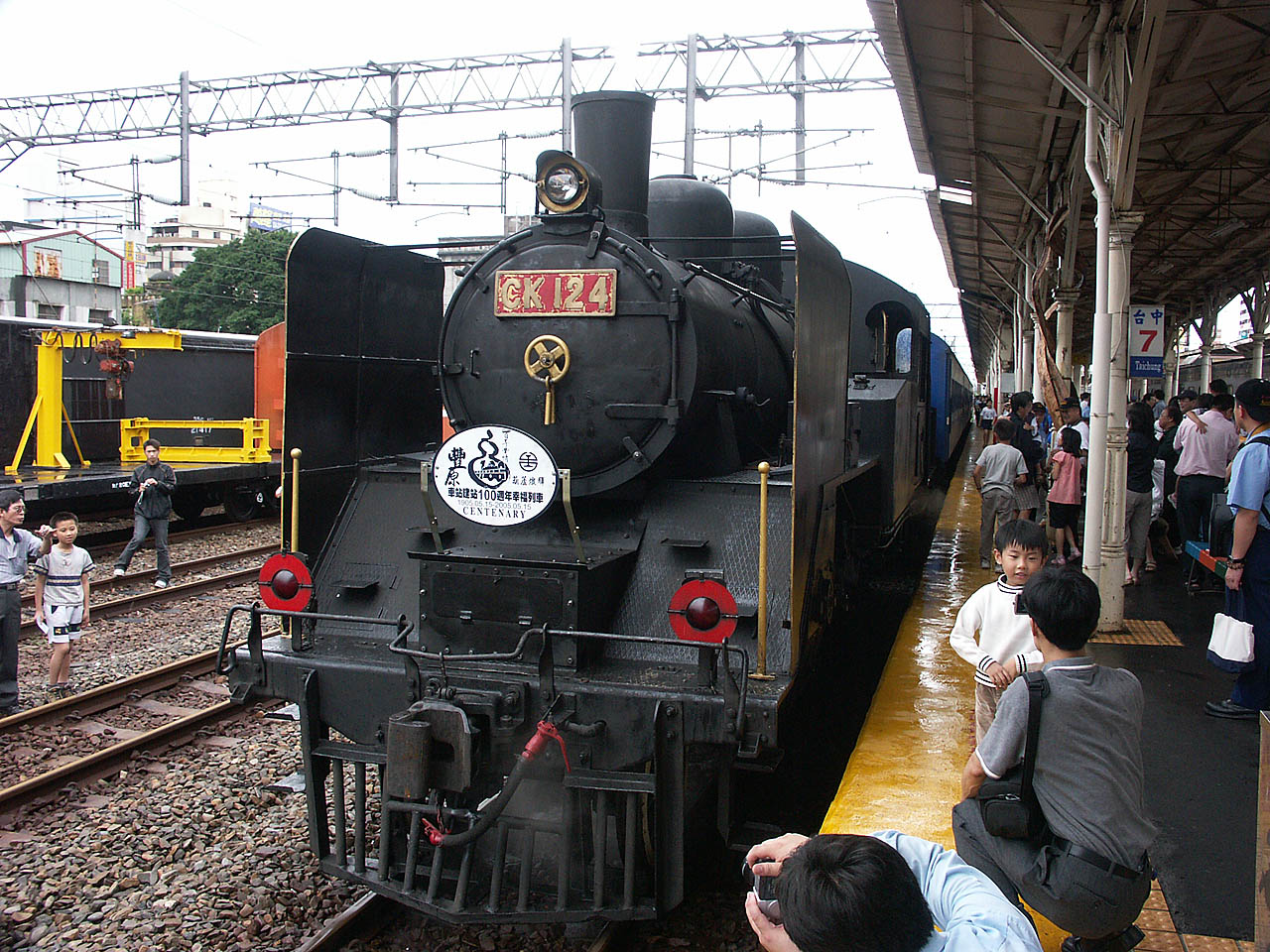
CK124（台中駅創立百週年）
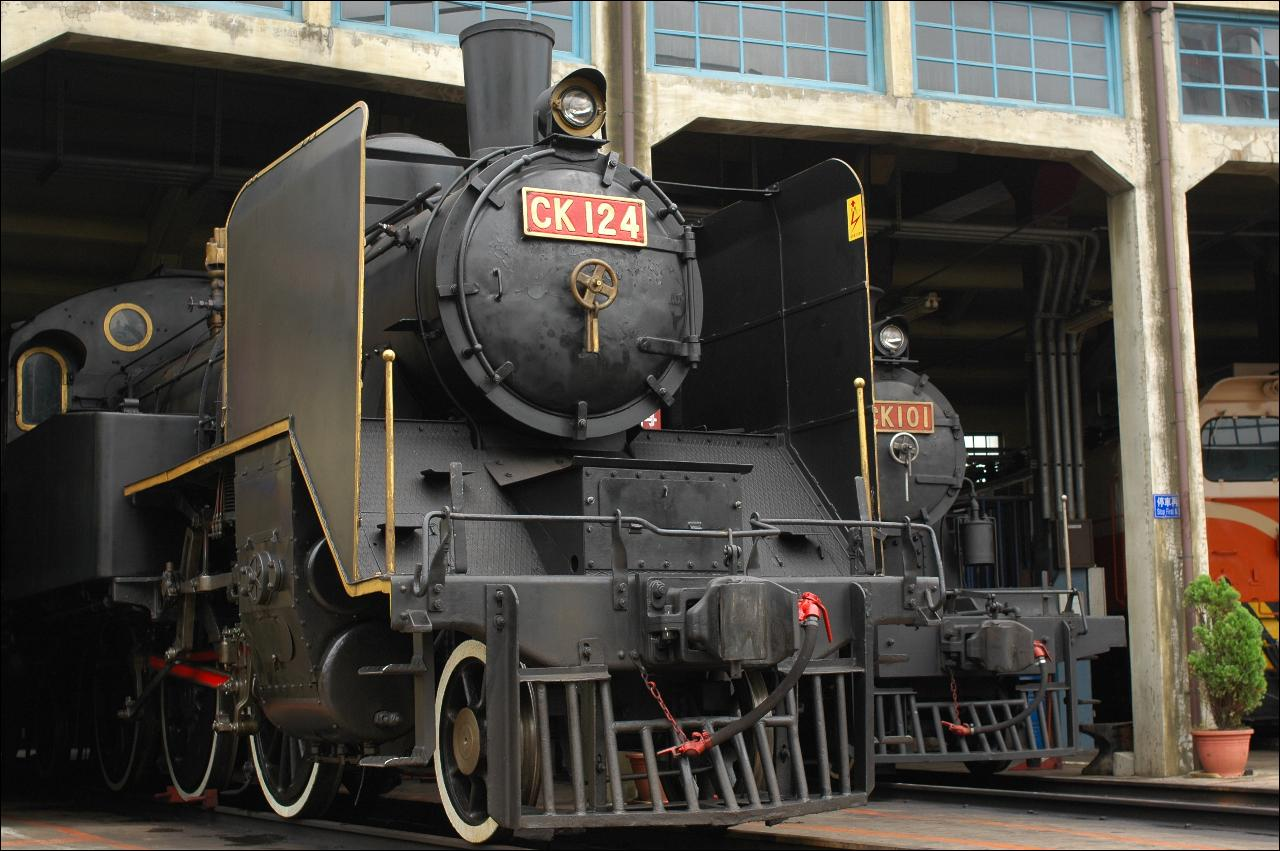
CK124（彰化扇形車庫）
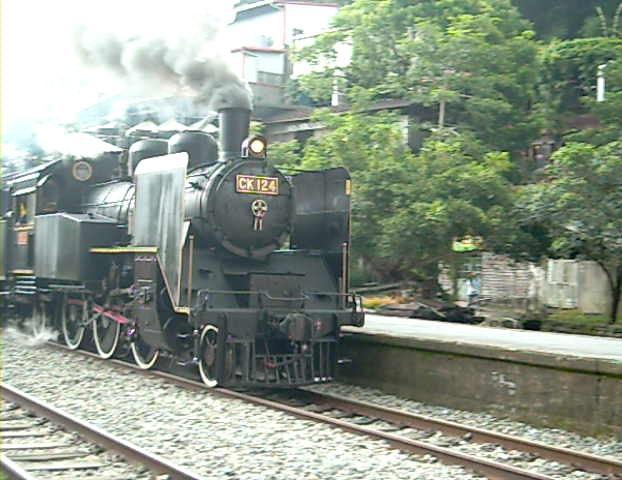
旧山線勝興駅にてクルーズトレインを牽引するCK124（2012年）
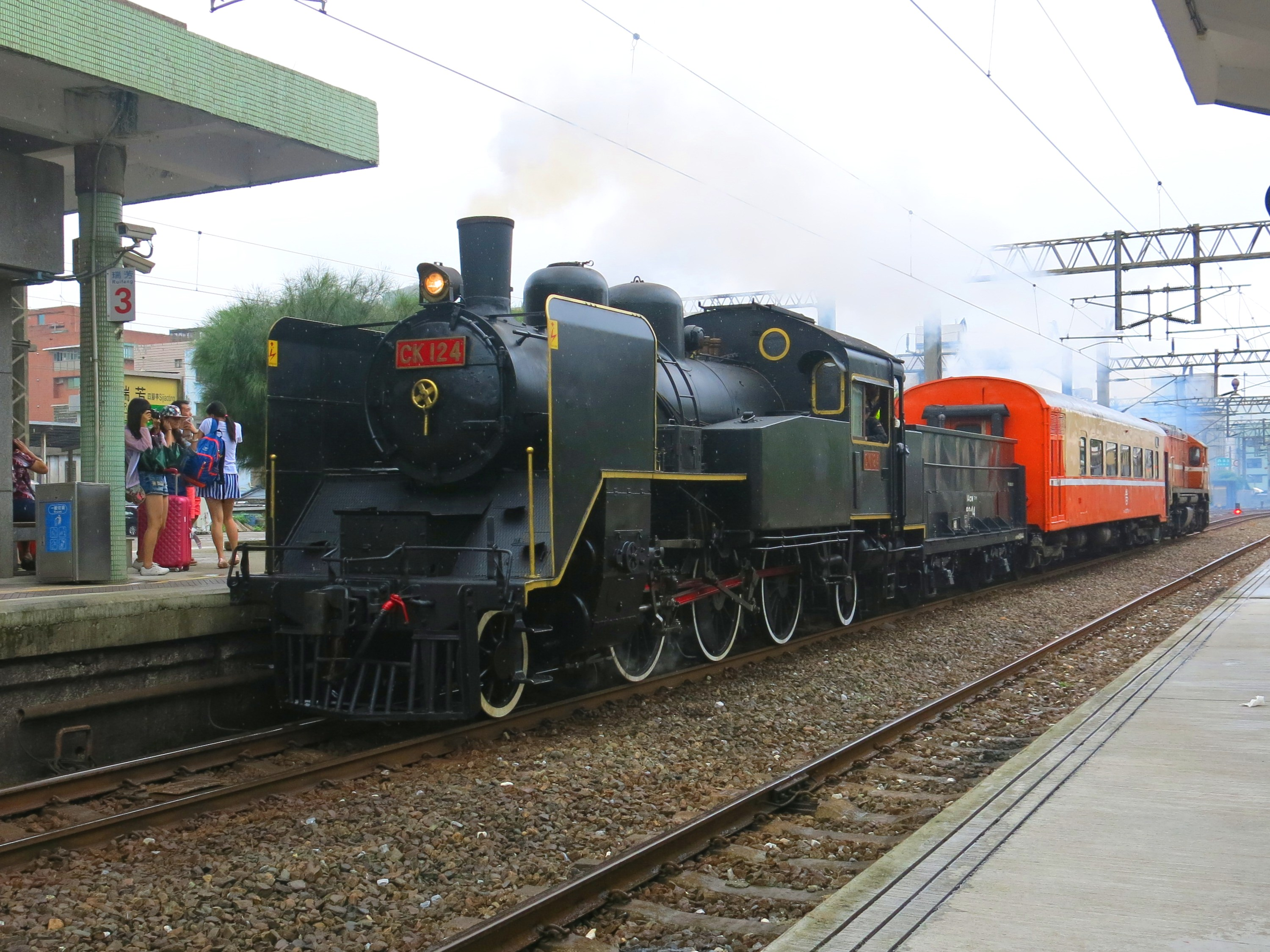
CK124（瑞芳駅）
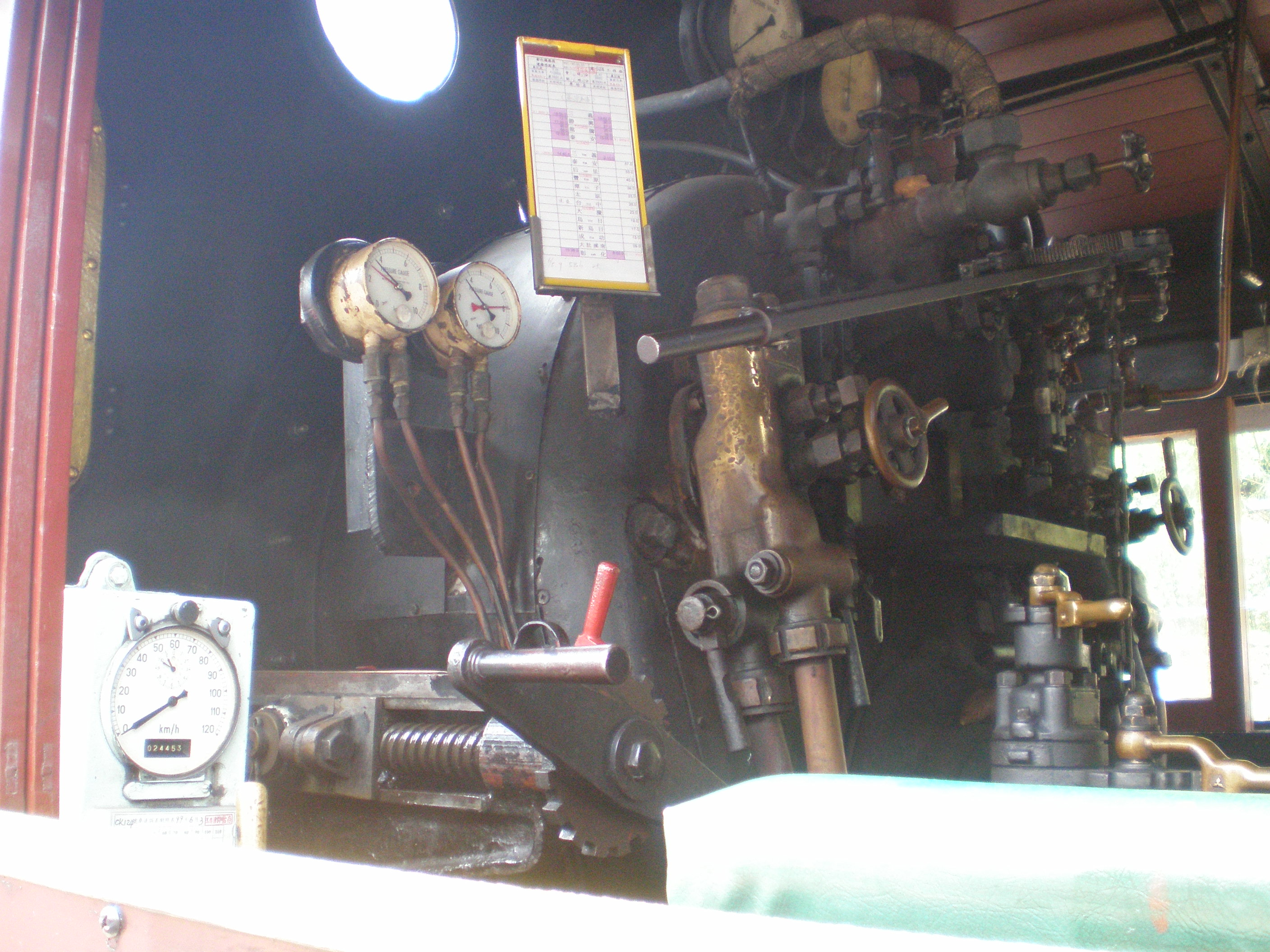
CK124運転席